# Lyrestad
Lyrestad is een plaats in de gemeente Mariestad in het landschap Västergötland en de provincie Västra Götalands län in Zweden. De plaats heeft 499 inwoners (2005) en een oppervlakte van 60 hectare.